# Liga Juvenil de la UEFA 2022-23
La Liga Juvenil de la UEFA 2022-23 fue la 9.ª edición de la competición. La competición se compuso de los equipos juveniles de los 32 clubes que lograron su clasificación para la fase de grupos de la Liga de Campeones de la UEFA 2022-23 y 32 clubes que representaron a los campeones nacionales de las 32 federaciones con mejor ranking.
La fase final de la competición, que incluye las semifinales y la final, se disputó en el Stade de Genève en Lancy, Suiza.

## Distribución de equipos por Asociaciones
Un total de 64 equipos de al menos 39 de las 55 federaciones miembro de la UEFA pueden participar en el torneo. Están divididos en dos secciones, cada una con 32 equipos.
- Ruta de la Liga de Campeones de la UEFA: Los equipos juveniles de los 32 clubes que se clasificaron para la fase de grupos de la Liga de Campeones de la UEFA 2022-23 participan en la Ruta de la UEFA Champions League. Si había una vacante (los equipos juveniles no ingresaron), fue ocupada por un equipo definido por la UEFA.
- Ruta de los campeones nacionales: los campeones nacionales juveniles de las 32 mejores federaciones según sus coeficientes de países de la UEFA de 2022 ingresaron en la Ruta de los campeones nacionales.[1] En caso de que hubiera una vacante (federaciones sin competición doméstica juvenil, así como campeones nacionales juveniles ya incluidos en la ruta de la UEFA Champions League), primero la cubrían los campeones si aún no se habían clasificado, y luego los campeones nacionales juveniles de la próxima federación del ranking UEFA.

El FK Apolonia, FC Ashdod, FK Borac Banja Luka, Coleraine FC, Eintracht Fráncfort, Hibernian FC, FK Jelgava, FC Nantes, AC Omonia Nicosia, FK Pobeda AD Prilep, FC Pyunik Ereván, Racing FC Union Luxemburgo, FC Rukh Lviv, Shamrock Rovers FC, FK AS Trenčín y Zagłębie Lubin harán su debut en el torneo. Armenia e Irlanda del Norte estarán representada por primera vez.
| Ranking | Asociación           | Equipos                                                                                        | Equipos                          |
| Ranking | Asociación           | Ruta de la Liga de Campeones de la UEFA                                                        | Ruta de los campeones nacionales |
| ------- | -------------------- | ---------------------------------------------------------------------------------------------- | -------------------------------- |
| 1       | Inglaterra           | - Manchester City - Liverpool - Chelsea - Tottenham Hotspur                                    |                                  |
| 2       | España               | - Real Madrid - Barcelona - Atlético Madrid - Sevilla                                          |                                  |
| 3       | Italia               | - AC Milan - Internazionale - Napoli - Juventus                                                |                                  |
| 4       | Alemania             | - Bayern Múnich - Borussia Dortmund - Bayer Leverkusen - Leipzig - Eintracht Frankfurt Juvenil |                                  |
| 5       | Francia              | - Paris Saint-Germain - Marsella                                                               | FC Nantes                        |
| 6       | Portugal             | - Porto - Sporting - Benfica                                                                   |                                  |
| 7       | Países Bajos         | Ajax                                                                                           | AZ                               |
| 9       | Bélgica              | Club Brujas                                                                                    | Genk                             |
| 10      | Austria              | Red Bull Salzburg                                                                              |                                  |
| 11      | Escocia              | - Celtic - Rangers                                                                             | Hibernian                        |
| 12      | Ucrania              | Shakhtar Donetsk                                                                               | FC Rukh Lviv                     |
| 13      | Turquía              |                                                                                                | Galatasaray                      |
| 14      | Dinamarca            | Copenhagen                                                                                     |                                  |
| 15      | Chipre               |                                                                                                | AC Omonia Nicosia                |
| 16      | Serbia               |                                                                                                | Estrella Roja                    |
| 17      | República Checa      | Viktoria Pilsen                                                                                | Slavia Praga                     |
| 18      | Croacia              | Dinamo Zagreb                                                                                  | Hajduk Split                     |
| 19      | Suiza                |                                                                                                | Young Boys                       |
| 20      | Grecia               |                                                                                                | Panathinaikos                    |
| 21      | Israel               | Maccabi Haifa                                                                                  | FC Ashdod                        |
| 22      | Noruega              |                                                                                                | Molde                            |
| 23      | Suecia               |                                                                                                | AIK                              |
| 24      | Bulgaria             |                                                                                                | Septemvri Sofia                  |
| 25      | Rumania              |                                                                                                | Miercurea Ciuc                   |
| 26      | Azerbaiyán           |                                                                                                | Qäbälä                           |
| 27      | Kazajistán           |                                                                                                | Astaná                           |
| 28      | Hungría              |                                                                                                | MTK Budapest                     |
| 30      | Polonia              |                                                                                                | Zagłębie Lubin                   |
| 31      | Eslovenia            |                                                                                                | Domžale                          |
| 32      | Eslovaquia           |                                                                                                | FK AS Trenčín                    |
| 34      | Lituania             |                                                                                                | Žalgiris                         |
| 35      | Luxemburgo           |                                                                                                | Racing FC Union Luxemburgo       |
| 36      | Bosnia y Herzegovina |                                                                                                | FK Borac Banja Luka              |
| 37      | Irlanda              |                                                                                                | Shamrock Rovers FC               |
| 38      | Macedonia del Norte  |                                                                                                | FK Pobeda AD Prilep              |
| 39      | Armenia              |                                                                                                | FC Pyunik Ereván                 |
| 40      | Letonia              |                                                                                                | FK Jelgava                       |
| 41      | Albania              |                                                                                                | FK Apolonia                      |
| 42      | Irlanda del Norte    |                                                                                                | Coleraine FC                     |

| Ranking | Asociación    |
| ------- | ------------- |
| 8       | Rusia         |
| 29      | Bielorrusia   |
| 33      | Liechtenstein |
| 43      | Georgia       |
| 44      | Finlandia     |
| 45      | Moldavia      |

| Ranking | Asociación  |
| ------- | ----------- |
| 46      | Malta       |
| 47      | Islas Feroe |
| 48      | Kosovo      |
| 49      | Gibraltar   |
| 50      | Montenegro  |

| Ranking | Asociación |
| ------- | ---------- |
| 51      | Gales      |
| 52      | Islandia   |
| 53      | Estonia    |
| 54      | Andorra    |
| 55      | San Marino |

## Calendario
El calendario de la competición es el siguiente (todos los sorteos se llevaron a cabo en la sede de la UEFA en Nyon, Suiza, a menos que se indique lo contrario).
- Para la fase de grupos de la Ruta de la Liga de Campeones de la UEFA, en principio los equipos juegan sus partidos los martes y miércoles de las jornadas previstas para la Liga de Campeones de la UEFA, y el mismo día que las selecciones absolutas correspondientes; sin embargo, los partidos también podrían jugarse en otras fechas, incluidos los lunes y jueves.
- Para la primera y segunda ronda de la Ruta de los campeones nacionales, en principio los partidos se juegan los miércoles (primera ronda en las jornadas 2 y 3, segunda ronda en las jornadas 4 y 5, como está previsto para la Liga de Campeones de la UEFA); sin embargo, los partidos también podrían jugarse en otras fechas, incluidos los lunes, martes y jueves.

| Fase                                                   | Ronda            | Fecha del sorteo       | Ida                                           | Vuelta                                        |
| ------------------------------------------------------ | ---------------- | ---------------------- | --------------------------------------------- | --------------------------------------------- |
| Ruta de la Liga de Campeones de la UEFA Fase de grupos | Fecha 1          | 25 de agosto de 2022   | 6 y 7 de septiembre de 2022                   | 6 y 7 de septiembre de 2022                   |
| Ruta de la Liga de Campeones de la UEFA Fase de grupos | Fecha 2          | 25 de agosto de 2022   | 13 y 14 de septiembre de 2022                 | 13 y 14 de septiembre de 2022                 |
| Ruta de la Liga de Campeones de la UEFA Fase de grupos | Fecha 3          | 25 de agosto de 2022   | 4 y 5 de octubre de 2022                      | 4 y 5 de octubre de 2022                      |
| Ruta de la Liga de Campeones de la UEFA Fase de grupos | Fecha 4          | 25 de agosto de 2022   | 11 y 12 de octubre de 2022                    | 11 y 12 de octubre de 2022                    |
| Ruta de la Liga de Campeones de la UEFA Fase de grupos | Fecha 5          | 25 de agosto de 2022   | 25 y 26 de octubre de 2022                    | 25 y 26 de octubre de 2022                    |
| Ruta de la Liga de Campeones de la UEFA Fase de grupos | Fecha 6          | 25 de agosto de 2022   | 1 y 2 de noviembre de 2022                    | 1 y 2 de noviembre de 2022                    |
| Ruta de los campeones nacionales                       | Primera ronda    | 31 de agosto de 2022   | 14 de septiembre de 2022                      | 5 de octubre de 2022                          |
| Ruta de los campeones nacionales                       | Segunda ronda    | 31 de agosto de 2022   | 26 de octubre de 2022                         | 2 de noviembre de 2022                        |
| Fase eliminatoria                                      | Play-offs        | 8 de noviembre de 2022 | 7 y 8 de febrero de 2023                      | 7 y 8 de febrero de 2023                      |
| Fase eliminatoria                                      | Octavos de final | 13 de febrero de 2023  | 28 de febrero y 1 de marzo de 2023            | 28 de febrero y 1 de marzo de 2023            |
| Fase eliminatoria                                      | Cuartos de final | 13 de febrero de 2023  | 14 y 15 de marzo de 2023                      | 14 y 15 de marzo de 2023                      |
| Fase eliminatoria                                      | Semifinales      | 13 de febrero de 2023  | 21 de abril de 2023 en Stade de Genève, Lancy | 21 de abril de 2023 en Stade de Genève, Lancy |
| Fase eliminatoria                                      | Final            | 13 de febrero de 2023  | 21 de abril de 2023 en Stade de Genève, Lancy | 21 de abril de 2023 en Stade de Genève, Lancy |

## Ruta de la Liga de Campeones de la UEFA

### Grupo A
| Equipo    | Pts | PJ | PG | PE | PP | GF | GC | Dif |
| --------- | --- | -- | -- | -- | -- | -- | -- | --- |
| Liverpool | 15  | 6  | 5  | 0  | 1  | 20 | 8  | +12 |
| Ajax      | 13  | 6  | 4  | 1  | 1  | 17 | 10 | +7  |
| Rangers   | 6   | 6  | 2  | 0  | 4  | 13 | 20 | -7  |
| Napoli    | 1   | 6  | 0  | 1  | 5  | 7  | 19 | -12 |

| 7 de septiembre de 2022 | Ajax                            | 2:1 (2:1) | Rangers         | De Toekomst, Duivendrecht, Países Bajos |                             |
| 13:00 (CET)             | - Vink 12' - Idumbo-Muzambo 30' | Reporte   | - 37' MacKinnon | Árbitro(s): Miloš Milanović             | Árbitro(s): Miloš Milanović |

| 7 de septiembre de 2022 | Napoli                 | 1:2 (0:1) | Liverpool                  | Estadio Giuseppe Piccolo, Cercola, Italia |                            |
| 14:00 (CET)             | - Iaccarino 59' (pen.) | Reporte   | - 28' Doak - 67' Cannonier | Árbitro(s): Arda Kardeşler                | Árbitro(s): Arda Kardeşler |

| 13 de septiembre de 2022 | Liverpool                               | 4:0 (1:0) | Ajax | Liverpool's Academy Ground, Liverpool, Inglaterra |                         |
| 15:00 (CET)              | - Cannonier 9', 54', 75' - Koumas 90+1' | Reporte   |      | Árbitro(s): Tomas Klima                           | Árbitro(s): Tomas Klima |

| 14 de septiembre de 2022 | Rangers                                | 3:2 (2:0) | Napoli                     | Firhill Stadium, Glasgow, Escocia |                                |
| 15:00 (CET)              | - Strachan 10' - Lindsay 37' - Ure 70' | Reporte   | - 58' Giannini - 86' Rossi | Árbitro(s): Kristoffer Hagenes    | Árbitro(s): Kristoffer Hagenes |

| 4 de octubre de 2022 | Ajax                                                                  | 5:1 (3:1) | Napoli             | De Toekomst, Duivendrecht, Países Bajos |                                |
| 15:00 (CET)          | - Misehouy 8' - Kjær 13' - Idumbo-Muzambo 38', 78' - Banel 84' (pen.) | Reporte   | - 36' (pen.) Rossi | Árbitro(s): Damian Sylwestrzak          | Árbitro(s): Damian Sylwestrzak |

| 4 de octubre de 2022 | Liverpool                                                 | 4:1 (2:0) | Rangers       | Liverpool's Academy Ground, Liverpool, Inglaterra |                          |
| 15:00 (CET)          | - Cannonier 23' - Doak 26' - Quansah 54' - Chambers 90+2' | Reporte   | - 90+4' Young | Árbitro(s): Balázs Berke                          | Árbitro(s): Balázs Berke |

| 12 de octubre de 2022 | Napoli             | 1:1 (1:0) | Ajax       | Estadio Giuseppe Piccolo, Cercola, Italia |                                 |
| 14:00 (CET)           | - Rossi 29' (pen.) | Reporte   | - 88' Hato | Árbitro(s): Goga Kikacheishvili           | Árbitro(s): Goga Kikacheishvili |

| 12 de octubre de 2022 | Rangers                                    | 3:4 (1:3) | Liverpool                                       | Firhill Stadium, Glasgow, Escocia |                                |
| 16:00 (CET)           | - Lindsay 10' (pen.) - Lyall 62' - Ure 72' | Reporte   | - 8', 35' Cannonier - 18' Frauendorf - 80' Doak | Árbitro(s): Robert Ian Jenkins    | Árbitro(s): Robert Ian Jenkins |

| 26 de octubre de 2022 | Napoli                        | 2:3 (2:2) | Rangers                              | Estadio Giuseppe Piccolo, Cercola, Italia |                            |
| 14:00 (CET)           | - Spavone 45+3', 45+6' (pen.) | Reporte   | - 21' Ure - 23', 52' (pen.) Lovelace | Árbitro(s): Jasmin Sabotic                | Árbitro(s): Jasmin Sabotic |

| 26 de octubre de 2022 | Ajax                                     | 3:1 (2:1) | Liverpool          | De Toekomst, Duivendrecht, Países Bajos |                                       |
| 15:00 (CET)           | - Banel 14' - Misehouy 41' - Kalokoh 63' | Reporte   | - 44' Kone-Doherty | Árbitro(s): Christian-Petru Ciochirca   | Árbitro(s): Christian-Petru Ciochirca |

| 1 de noviembre de 2022 | Liverpool                                                      | 5:0 (1:0) | Napoli | Liverpool's Academy Ground, Liverpool, Inglaterra |                      |
| 15:00 (CET)            | - Koumas 29' - Doak 51' - Chambers 56' - Kone-Doherty 63', 66' | Reporte   |        | Árbitro(s): Tom Owen                              | Árbitro(s): Tom Owen |

| 1 de noviembre de 2022 | Rangers               | 2:6 (2:2) | Ajax                                                                            | Firhill Stadium, Glasgow, Escocia |                          |
| 15:00 (CET)            | - McCausland 30', 38' | Reporte   | - 8', 45+2' Kalokoh - 56' Sarfo - 62' van Bohemen - 72' Chahid - 90+1' Boerhout | Árbitro(s): Jan Machálek          | Árbitro(s): Jan Machálek |

### Grupo B
| Equipo           | Pts | PJ | PG | PE | PP | GF | GC | Dif |
| ---------------- | --- | -- | -- | -- | -- | -- | -- | --- |
| Atlético Madrid  | 15  | 6  | 5  | 0  | 1  | 14 | 4  | +10 |
| Porto            | 12  | 6  | 4  | 0  | 2  | 11 | 7  | +4  |
| Club Brujas      | 9   | 6  | 3  | 0  | 3  | 10 | 9  | +1  |
| Bayer Leverkusen | 0   | 6  | 0  | 0  | 6  | 3  | 18 | -15 |

| 7 de septiembre de 2022 | Club Brujas                                                  | 4:1 (3:1) | Bayer Leverkusen | The NEST, Roeselare, Bélgica |                        |
| 16:00 (CET)             | - Spileers 23' - Vermant 39' - Talbi 41' - Van Rafelghem 49' | Reporte   | - 19' Sertdemir  | Árbitro(s): Joey Kooij       | Árbitro(s): Joey Kooij |

| 7 de septiembre de 2022 | Atlético Madrid | 1:0 (0:0) | Porto | Centro Deportivo Cívitas, Alcalá de Henares, España |                                |
| 16:00 (CET)             | - Heredia 72'   | Reporte   |       | Árbitro(s): Damian Sylwestrzak                      | Árbitro(s): Damian Sylwestrzak |

| 13 de septiembre de 2022 | Porto                                | 2:1 (2:1) | Club Brujas    | Estadio Jorge Sampaio, Pedroso, Portugal |                             |
| 13:00 (CET)              | - Meireles 8' - Fernandes 31' (pen.) | Reporte   | - 25' De Roeve | Árbitro(s): Nenad Minakovic              | Árbitro(s): Nenad Minakovic |

| 13 de septiembre de 2022 | Bayer Leverkusen | 0:3 (0:1) | Atlético Madrid                                 | Ulrich-Haberland-Stadion, Leverkusen, Alemania |                                 |
| 14:00 (CET)              |                  | Reporte   | - 24' Heredia - 59' Ennaou - 90+1' (a.g.) Steur | Árbitro(s): Sander Van Der Eijk                | Árbitro(s): Sander Van Der Eijk |

| 4 de octubre de 2022 | Porto                                | 3:1 (0:0) | Bayer Leverkusen       | Estadio Jorge Sampaio, Pedroso, Portugal |                                 |
| 13:00 (CET)          | - Monteiro 51', 90+2' - Meireles 67' | Reporte   | - 59' (pen.) Sertdemir | Árbitro(s): Evangelos Manouchos          | Árbitro(s): Evangelos Manouchos |

| 4 de octubre de 2022 | Club Brujas    | 1:3 (0:1) | Atlético Madrid                        | The NEST, Roeselare, Bélgica   |                                |
| 16:00 (CET)          | - Goemaere 90' | Reporte   | - 12' Heredia - 49' Díez - 60' Gismera | Árbitro(s): Kristoffer Hagenes | Árbitro(s): Kristoffer Hagenes |

| 12 de octubre de 2022 | Atlético Madrid          | 1:2 (1:0) | Club Brujas              | Centro Deportivo Cívitas, Alcalá de Henares, España |                                 |
| 14:00 (CET)           | - Niño Heredia 9' (pen.) | Reporte   | - 59' Furo - 63' De Smet | Árbitro(s): Evangelos Manouchos                     | Árbitro(s): Evangelos Manouchos |

| 12 de octubre de 2022 | Bayer Leverkusen | 1:3 (0:1) | Porto                                    | Ulrich-Haberland-Stadion, Leverkusen, Alemania |                       |
| 14:00 (CET)           | - Eze 69'        | Reporte   | - 16' Candé - 80' Meireles - 90+1' Djaló | Árbitro(s): Snir Levy                          | Árbitro(s): Snir Levy |

| 26 de octubre de 2022 | Club Brujas   | 1:2 (0:2) | Porto                     | The NEST, Roeselare, Bélgica |                          |
| 13:30 (CET)           | - Servais 83' | Reporte   | - 3' Monteiro - 36' Candé | Árbitro(s): Luca Cibelli     | Árbitro(s): Luca Cibelli |

| 26 de octubre de 2022 | Atlético Madrid                            | 4:0 (2:0) | Bayer Leverkusen | Centro Deportivo Cívitas, Alcalá de Henares, España |                         |
| 16:00 (CET)           | - Ennaou 17' - Niño 29', 46' - Sánchez 83' | Reporte   |                  | Árbitro(s): David Smajc                             | Árbitro(s): David Smajc |

| 1 de noviembre de 2022 | Porto         | 1:2 (0:1) | Atlético Madrid                 | Estadio Jorge Sampaio, Pedroso, Portugal |                              |
| 13:00 (CET)            | - Andrade 47' | Reporte   | - 12' (pen.) Niño - 48' Raihani | Árbitro(s): Andrei Chivulete             | Árbitro(s): Andrei Chivulete |

| 2 de noviembre de 2022 | Bayer Leverkusen | 0:1 (0:0) | Club Brujas          | Ulrich-Haberland-Stadion, Leverkusen, Alemania |                            |
| 12:00 (CET)            |                  | Reporte   | - 65' (pen.) Servais | Árbitro(s): Miloš Bošković                     | Árbitro(s): Miloš Bošković |

### Grupo C
| Equipo          | Pts | PJ | PG | PE | PP | GF | GC | Dif |
| --------------- | --- | -- | -- | -- | -- | -- | -- | --- |
| Barcelona       | 14  | 6  | 4  | 2  | 0  | 18 | 7  | +11 |
| Internazionale  | 7   | 6  | 2  | 1  | 3  | 10 | 14 | -4  |
| Bayern Múnich   | 6   | 6  | 1  | 3  | 2  | 13 | 13 | 0   |
| Viktoria Pilsen | 5   | 6  | 1  | 2  | 3  | 8  | 15 | -7  |

| 7 de septiembre de 2022 | Barcelona                                  | 3:0 (1:0) | Viktoria Pilsen | Estadio Johan Cruyff, Sant Joan Despí, España |                                   |
| 14:00 (CET)             | - Barberà 22' - Akhomach 51' - Alarcón 60' | Reporte   |                 | Árbitro(s): Helgi Mikael Jónasson             | Árbitro(s): Helgi Mikael Jónasson |

| 7 de septiembre de 2022 | Internazionale               | 2:2 (0:2) | Bayern Múnich                    | Estadio Ernesto Breda, Sesto San Giovanni, Italia |                          |
| 16:00 (CET)             | - Carboni 65' - Curatolo 82' | Reporte   | - 19' Ibrahimović - 35' Kabadayı | Árbitro(s): Luka Bilbija                          | Árbitro(s): Luka Bilbija |

| 13 de septiembre de 2022 | Viktoria Pilsen | 0:3 (0:3) | Internazionale                     | Stadion TJ Přeštice, Přeštice, República Checa |                           |
| 13:00 (CET)              |                 | Reporte   | - 28', 32' Pelamatti - 30' Carboni | Árbitro(s): Adam Ladebäck                      | Árbitro(s): Adam Ladebäck |

| 13 de septiembre de 2022 | Bayern Múnich                         | 3:3 (2:2) | Barcelona               | FC Bayern Campus, Oberschleißheim, Alemania |                                       |
| 14:00 (CET)              | - Wanner 6' - Herold 25' - Copado 85' | Reporte   | - 33', 39', 49' Barberà | Árbitro(s): Christian-Petru Ciochirca       | Árbitro(s): Christian-Petru Ciochirca |

| 4 de octubre de 2022 | Bayern Múnich | 1:2 (0:0) | Viktoria Pilsen             | FC Bayern Campus, Oberschleißheim, Alemania |                             |
| 13:00 (CET)          | - Scholze 69' | Reporte   | - 87' Krůta - 90+1' Paluska | Árbitro(s): Sayat Karabayev                 | Árbitro(s): Sayat Karabayev |

| 4 de octubre de 2022 | Internazionale           | 1:6 (0:3) | Barcelona                                                                 | Estadio Ernesto Breda, Sesto San Giovanni, Italia |                                 |
| 16:00 (CET)          | - Fontanarosa 86' (pen.) | Reporte   | - 5' Riad - 20' Fernández - 45+2', 68' Barberà - 78' Hernández - 81' Guiu | Árbitro(s): Sander Van Der Eijk                   | Árbitro(s): Sander Van Der Eijk |

| 12 de octubre de 2022 | Viktoria Pilsen                       | 3:3 (1:2) | Bayern Múnich                                     | Stadion TJ Přeštice, Přeštice, República Checa |                       |
| 13:00 (CET)           | - Krůta 12' - Vacek 60' - Paluska 72' | Reporte   | - 33' Copado - 41' (pen.) Ibrahimović - 76' Ranos | Árbitro(s): Genc Nuza                          | Árbitro(s): Genc Nuza |

| 12 de octubre de 2022 | Barcelona                      | 2:0 (1:0) | Internazionale | Estadio Johan Cruyff, Sant Joan Despí, España |                               |
| 14:00 (CET)           | - Barberà 8' - Hernández 90+3' | Reporte   |                | Árbitro(s): Mohammed Al-emara                 | Árbitro(s): Mohammed Al-emara |

| 26 de octubre de 2022 | Internazionale             | 4:2 (2:0) | Viktoria Pilsen                       | Estadio Ernesto Breda, Sesto San Giovanni, Italia |                          |
| 14:00 (CET)           | - Iliev 23', 34', 65', 77' | Reporte   | - 54', a.g.' Fontanarosa - 85' Dabani | Árbitro(s): Sandi Putros                          | Árbitro(s): Sandi Putros |

| 26 de octubre de 2022 | Barcelona                        | 3:2 (2:1) | Bayern Múnich                    | Estadio Johan Cruyff, Sant Joan Despí, España |                         |
| 14:00 (CET)           | - Alarcón 16', 39' - Garrido 87' | Reporte   | - 10' Copado - 90+5' Ibrahimović | Árbitro(s): Gergo Bogár                       | Árbitro(s): Gergo Bogár |

| 1 de noviembre de 2022 | Viktoria Pilsen | 1:1 (1:1) | Barcelona      | Stadion TJ Přeštice, Přeštice, República Checa |                            |
| 13:00 (CET)            | - Deml 11'      | Reporte   | - 5' Rodríguez | Árbitro(s): Visar Kastrati                     | Árbitro(s): Visar Kastrati |

| 1 de noviembre de 2022 | Bayern Múnich            | 2:0 (1:0) | Internazionale | FC Bayern Campus, Oberschleißheim, Alemania |                                |
| 16:00 (CET)            | - Hepburn 3' - Qashi 79' | Reporte   |                | Árbitro(s): Damian Sylwestrzak              | Árbitro(s): Damian Sylwestrzak |

### Grupo D
| Equipo              | Pts | PJ | PG | PE | PP | GF | GC | Dif |
| ------------------- | --- | -- | -- | -- | -- | -- | -- | --- |
| Sporting            | 14  | 6  | 4  | 2  | 0  | 13 | 3  | +10 |
| Eintracht Frankfurt | 11  | 6  | 3  | 2  | 1  | 9  | 6  | +3  |
| Tottenham Hotspur   | 6   | 6  | 2  | 0  | 4  | 9  | 10 | -1  |
| Marsella            | 2   | 6  | 0  | 2  | 4  | 5  | 17 | -12 |

| 7 de septiembre de 2022 | Eintracht Frankfurt | 1:1 (0:1) | Sporting      | Hahn Air Sportpark Dreieich, Dreieich, Alemania |                                 |
| 12:00 (CET)             | - Schäfer 62'       | Reporte   | - 10' Ribeiro | Árbitro(s): Ashot Ghaltakhchyan                 | Árbitro(s): Ashot Ghaltakhchyan |

| 7 de septiembre de 2022 | Tottenham Hotspur                       | 3:0 (2:0) | Marsella | Tottenham Training Centre, Enfield, Inglaterra |                                      |
| 15:00 (CET)             | - Donley 16' (pen.) - Williams 32', 50' | Reporte   |          | Árbitro(s): Jakob Alexander Sundberg           | Árbitro(s): Jakob Alexander Sundberg |

| 13 de septiembre de 2022 | Sporting                      | 2:0 (1:0) | Tottenham Hotspur | Estadio Aurélio Pereira, Alcochete, Portugal |                           |
| 12:00 (CET)              | - Fernandes 43' - Ribeiro 58' | Reporte   |                   | Árbitro(s): Luca Pairetto                    | Árbitro(s): Luca Pairetto |

| 13 de septiembre de 2022 | Marsella                           | 2:2 (1:1) | Eintracht Frankfurt     | OM Campus, Marsella, Francia |                              |
| 15:00 (CET)              | - Said M'Madi 21' - Van Neck 90+7' | Reporte   | - 9' Wenig - 60' Bobson | Árbitro(s): César Soto Grado | Árbitro(s): César Soto Grado |

| 4 de octubre de 2022 | Marsella | 0:6 (0:3) | Sporting                                                       | OM Campus, Marsella, Francia |                            |
| 14:00 (CET)          |          | Reporte   | - 26', 59' Moreira - 40' Justo - 41' Mateus - 49', 52' Ribeiro | Árbitro(s): Kaspar Sjöberg   | Árbitro(s): Kaspar Sjöberg |

| 4 de octubre de 2022 | Eintracht Frankfurt | 1:0 (1:0) | Tottenham Hotspur | Hahn Air Sportpark Dreieich, Dreieich, Alemania |                           |
| 14:00 (CET)          | - Ferri Julià 25'   | Reporte   |                   | Árbitro(s): Miloš Gigovic                       | Árbitro(s): Miloš Gigovic |

| 12 de octubre de 2022 | Tottenham Hotspur | 2:3 (2:0) | Eintracht Frankfurt                    | Tottenham Training Centre, Enfield, Inglaterra |                            |
| 15:00 (CET)           | - Devine 10', 38' | Reporte   | - 46' Bobson - 49' Alaoui - 53' Hannak | Árbitro(s): Vitor Ferreira                     | Árbitro(s): Vitor Ferreira |

| 12 de octubre de 2022 | Sporting      | 1:1 (0:0) | Marsella     | Estadio Aurélio Pereira, Alcochete, Portugal |                                |
| 16:00 (CET)           | - Batista 51' | Reporte   | - 66' Dessus | Árbitro(s): Christopher Jaeger               | Árbitro(s): Christopher Jaeger |

| 26 de octubre de 2022 | Eintracht Frankfurt    | 2:0 (1:0) | Marsella | Hahn Air Sportpark Dreieich, Dreieich, Alemania |                           |
| 14:00 (CET)           | - Loune 5' - Awusi 83' | Reporte   |          | Árbitro(s): Michal Ocenáš                       | Árbitro(s): Michal Ocenáš |

| 26 de octubre de 2022 | Tottenham Hotspur | 1:2 (1:1) | Sporting        | Tottenham Training Centre, Enfield, Inglaterra |                                    |
| 15:00 (CET)           | - Lankshear 1'    | Reporte   | - 19', 65' Cruz | Árbitro(s): Vitālijs Spasjoņņikovs             | Árbitro(s): Vitālijs Spasjoņņikovs |

| 1 de noviembre de 2022 | Marsella                         | 2:3 (1:2) | Tottenham Hotspur                    | OM Campus, Marsella, Francia |                             |
| 15:00 (CET)            | - Benyahia-Tani 13' - Lafont 90' | Reporte   | - 2' Mundle - 32' Devine - 66' Ajayi | Árbitro(s): Sayat Karabayev  | Árbitro(s): Sayat Karabayev |

| 1 de noviembre de 2022 | Sporting     | 1:0 (1:0) | Eintracht Frankfurt | Estadio Aurélio Pereira, Alcochete, Portugal |                        |
| 16:00 (CET)            | - Cabral 10' | Reporte   |                     | Árbitro(s): Pavel Orel                       | Árbitro(s): Pavel Orel |

### Grupo E
| Equipo            | Pts | PJ | PG | PE | PP | GF | GC | Dif |
| ----------------- | --- | -- | -- | -- | -- | -- | -- | --- |
| AC Milan          | 14  | 6  | 4  | 2  | 0  | 12 | 5  | +7  |
| Red Bull Salzburg | 8   | 6  | 2  | 2  | 2  | 11 | 7  | +6  |
| Dinamo Zagreb     | 6   | 6  | 2  | 0  | 4  | 7  | 14 | -7  |
| Chelsea           | 5   | 6  | 1  | 2  | 3  | 10 | 14 | -4  |

| 6 de septiembre de 2022 | Dinamo Zagreb                                          | 4:2 (3:1) | Chelsea               | Stadion Kranjčevićeva, Zagreb, Croacia |                             |
| 13:30 (CET)             | - Gubijan 6' - Rukavina 20' - Krdžalić 34' - Topić 48' | Reporte   | - 29', 82' Castledine | Árbitro(s): Amine Kourgheli            | Árbitro(s): Amine Kourgheli |

| 6 de septiembre de 2022 | Red Bull Salzburg | 1:1 (0:1) | AC Milan            | Untersberg-Arena, Grödig, Austria |                             |
| 13:30 (CET)             | - Konaté 66'      | Reporte   | - 10' (pen.) Coubiș | Árbitro(s): Daniel Schlager       | Árbitro(s): Daniel Schlager |

| 14 de septiembre de 2022 | Chelsea    | 1:1 (0:0) | Red Bull Salzburg | Cobham Training Centre, Cobham, Inglaterra |                            |
| 14:00 (CET)              | - Hall 60' | Reporte   | - 83' Crescenti   | Árbitro(s): Jamie Robinson                 | Árbitro(s): Jamie Robinson |

| 14 de septiembre de 2022 | AC Milan                                     | 3:0 (2:0) | Dinamo Zagreb | Centro Sportivo Vismara, Milán, Italia |                                 |
| 14:30 (CET)              | - El Hilali 26' - Traorè 45' - Lazetić 90+3' | Reporte   |               | Árbitro(s): Evangelos Manouchos        | Árbitro(s): Evangelos Manouchos |

| 5 de octubre de 2022 | Red Bull Salzburg        | 2:0 (0:0) | Dinamo Zagreb | Untersberg-Arena, Grödig, Austria |                         |
| 14:30 (CET)          | - Konaté 71' - Sahin 90' | Reporte   |               | Árbitro(s): Tomas Klima           | Árbitro(s): Tomas Klima |

| 5 de octubre de 2022 | Chelsea          | 1:1 (0:1) | AC Milan    | Cobham Training Centre, Cobham, Inglaterra |                              |
| 16:00 (CET)          | - Castledine 65' | Reporte   | - 10' Simic | Árbitro(s): César Soto Grado               | Árbitro(s): César Soto Grado |

| 11 de octubre de 2022 | Dinamo Zagreb             | 2:1 (0:1) | Red Bull Salzburg | Stadion Kranjčevićeva, Zagreb, Croacia |                                      |
| 14:00 (CET)           | - Katinić 66' - Topić 67' | Reporte   | - 19' Havel       | Árbitro(s): Jakob Alexander Sundberg   | Árbitro(s): Jakob Alexander Sundberg |

| 11 de octubre de 2022 | AC Milan                      | 3:1 (0:0) | Chelsea              | Centro Sportivo Vismara, Milán, Italia |                                |
| 14:30 (CET)           | - Alesi 63', 90' - Longhi 87' | Reporte   | - 84' (pen.) Webster | Árbitro(s): Bram Van Driessche         | Árbitro(s): Bram Van Driessche |

| 25 de octubre de 2022 | Dinamo Zagreb | 1:2 (1:1) | AC Milan                        | Stadion Kranjčevićeva, Zagreb, Croacia |                              |
| 14:00 (CET)           | - Šakota 29'  | Reporte   | - 25' Longhi - 77' (pen.) Alesi | Árbitro(s): Nathan Verboomen           | Árbitro(s): Nathan Verboomen |

| 25 de octubre de 2022 | Red Bull Salzburg                                             | 5:1 (3:1) | Chelsea           | Untersberg-Arena, Grödig, Austria |                             |
| 14:00 (CET)           | - Crescenti 13' - Konaté 33' (pen.), 39' (71) - Lechner 90+1' | Reporte   | - 16' Mothersille | Árbitro(s): Miloš Milanović       | Árbitro(s): Miloš Milanović |

| 2 de noviembre de 2022 | Chelsea                                                        | 4:0 (1:0) | Dinamo Zagreb | Cobham Training Centre, Cobham, Inglaterra |                                 |
| 14:00 (CET)            | - Castledine 40' - Flower 64' - Cvetko 71' (a.g.) - Runham 85' | Reporte   |               | Árbitro(s): Iwan Arwel Griffith            | Árbitro(s): Iwan Arwel Griffith |

| 2 de noviembre de 2022 | AC Milan                  | 2:1 (0:0) | Red Bull Salzburg | Centro Sportivo Vismara, Milán, Italia |                        |
| 14:30 (CET)            | - Lazetić 50' - Alesi 52' | Reporte   | - 48' Jano        | Árbitro(s): Igor Pajac                 | Árbitro(s): Igor Pajac |

### Grupo F
| Equipo           | Pts | PJ | PG | PE | PP | GF | GC | Dif |
| ---------------- | --- | -- | -- | -- | -- | -- | -- | --- |
| Real Madrid      | 16  | 6  | 5  | 1  | 0  | 23 | 5  | +18 |
| Shakhtar Donetsk | 10  | 6  | 3  | 1  | 2  | 6  | 10 | -4  |
| Leipzig          | 5   | 6  | 1  | 2  | 3  | 6  | 8  | -2  |
| Celtic           | 3   | 6  | 1  | 0  | 5  | 4  | 16 | -12 |

| 6 de septiembre de 2022 | Leipzig | 0:2 (0:1) | Shakhtar Donetsk           | Cottaweg stadium, Leipzig, Alemania |                          |
| 15:30 (CET)             |         | Reporte   | - 16' Buleza - 78' Siheiev | Árbitro(s): Sandi Putros            | Árbitro(s): Sandi Putros |

| 6 de septiembre de 2022 | Celtic | 0:6 (0:4) | Real Madrid                                                            | Excelsior Stadium, Airdrie, Escocia |                      |
| 16:00 (CET)             |        | Reporte   | - 7' Fortuny - 19' Youssef - 30' Herrero - 32', 50' Paz - 68' Palacios | Árbitro(s): Tom Owen                | Árbitro(s): Tom Owen |

| 14 de septiembre de 2022 | Shakhtar Donetsk                   | 2:1 (1:0) | Celtic       | Legia Training Center, Varsovia, Polonia |                          |
| 12:00 (CET)              | - Yushchenko 25' - Corr 55' (a.g.) | Reporte   | - 75' Brooks | Árbitro(s): Jan Machálek                 | Árbitro(s): Jan Machálek |

| 14 de septiembre de 2022 | Real Madrid    | 1:1 (0:0) | Leipzig    | Estadio Alfredo Di Stéfano, Madrid, España |                             |
| 16:00 (CET)              | - Palacios 46' | Reporte   | - 89' Köhl | Árbitro(s): Gustavo Correia                | Árbitro(s): Gustavo Correia |

| 5 de octubre de 2022 | Leipzig      | 1:2 (0:2) | Celtic                  | Cottaweg stadium, Leipzig, Alemania |                            |
| 13:00 (CET)          | - Voigt] 58' | Reporte   | - 1' Vata - 10' Letsosa | Árbitro(s): Walter Altmann          | Árbitro(s): Walter Altmann |

| 5 de octubre de 2022 | Real Madrid                                                      | 6:1 (2:1) | Shakhtar Donetsk     | Estadio Alfredo Di Stéfano, Madrid, España |                             |
| 14:00 (CET)          | - Bravo 30' - Gonzalo 34', 48' - Fortuny 45' - Palacios 54', 73' | Reporte   | - 42' (a.g.) Naveros | Árbitro(s): Eldorjan Hamiti                | Árbitro(s): Eldorjan Hamiti |

| 11 de octubre de 2022 | Shakhtar Donetsk | 0:3 (0:1) | Real Madrid                                 | Legia Training Center, Varsovia, Polonia |                              |
| 12:00 (CET)           |                  | Reporte   | - 22' Palacios - 55' Jiménez - 86' Guerrero | Árbitro(s): Igor Stojchevski             | Árbitro(s): Igor Stojchevski |

| 11 de octubre de 2022 | Celtic | 0:2 (0:2) | Leipzig                    | Excelsior Stadium, Airdrie, Escocia |                              |
| 15:00 (CET)           |        | Reporte   | - 10' Schierack - 15' Köhl | Árbitro(s): Nathan Verboomen        | Árbitro(s): Nathan Verboomen |

| 25 de octubre de 2022 | Celtic | 0:1 (0:0) | Shakhtar Donetsk | Excelsior Stadium, Airdrie, Escocia |                            |
| 15:00 (CET)           |        | Reporte   | - 63' Pohorilyi  | Árbitro(s): Jamie Robinson          | Árbitro(s): Jamie Robinson |

| 25 de octubre de 2022 | Leipzig                       | 2:3 (1:2) | Real Madrid                  | Cottaweg stadium, Leipzig, Alemania |                                 |
| 15:30 (CET)           | - Atom 26' - Weber 60' (pen.) | Reporte   | - 34', 38' Paz - 56' Naveros | Árbitro(s): Matthew De Gabriele     | Árbitro(s): Matthew De Gabriele |

| 2 de noviembre de 2022 | Shakhtar Donetsk | 0:0     | Leipzig | Legia Training Center, Varsovia, Polonia |                          |
| 12:00 (CET)            |                  | Reporte |         | Árbitro(s): Luka Bilbija                 | Árbitro(s): Luka Bilbija |

| 2 de noviembre de 2022 | Real Madrid                                    | 4:1 (3:1) | Celtic       | Estadio Alfredo Di Stéfano, Madrid, España |                           |
| 13:00 (CET)            | - Bravo 1' - Lancha 8' - Fortuny 29' - Paz 77' | Reporte   | - 16' Brooks | Árbitro(s): Daniyar Sakhi                  | Árbitro(s): Daniyar Sakhi |

### Grupo G
| Equipo            | Pts | PJ | PG | PE | PP | GF | GC | Dif |
| ----------------- | --- | -- | -- | -- | -- | -- | -- | --- |
| Manchester City   | 14  | 6  | 4  | 2  | 0  | 16 | 8  | +8  |
| Borussia Dortmund | 8   | 6  | 2  | 2  | 2  | 9  | 9  | 0   |
| Copenhague        | 7   | 6  | 2  | 1  | 3  | 9  | 8  | +1  |
| Sevilla           | 4   | 6  | 1  | 1  | 4  | 5  | 14 | -9  |

| 6 de septiembre de 2022 | Sevilla       | 1:5 (1:1) | Manchester City                                             | Estadio Jesús Navas, Sevilla, España |                              |
| 11:30 (CET)             | - Hormigo 14' | Reporte   | - 44', 88', 90+6' Borges - 53' Awokoya-Mebude - 75' Dickson | Árbitro(s): Joonas Jaanovits         | Árbitro(s): Joonas Jaanovits |

| 6 de septiembre de 2022 | Borussia Dortmund | 0:2 (0:0) | Copenhague                        | Brackel Training Ground, Dortmund, Alemania |                             |
| 14:00 (CET)             |                   | Reporte   | - 78' Óskarsson - 83' Schlichting | Árbitro(s): Sayat Karabayev                 | Árbitro(s): Sayat Karabayev |

| 14 de septiembre de 2022 | Manchester City                                | 3:2 (1:0) | Borussia Dortmund                | Academy Stadium, Manchester, Inglaterra |                          |
| 16:00 (CET)              | - O'Reilly 33' - Bobb 90' (pen.) - Ndala 90+2' | Reporte   | - 72' Walz - 81' (pen.) Rijkhoff | Árbitro(s): Rob Hennessy                | Árbitro(s): Rob Hennessy |

| 14 de septiembre de 2022 | Copenhague                                            | 4:1 (1:1) | Sevilla         | Østerbro Stadium, Copenhague, Dinamarca |                               |
| 16:00 (CET)              | - Sahsah 29', 55' (pen.) - Schlichting 50' - Lund 62' | Reporte   | - 45' Benavides | Árbitro(s): Mohammed Al-emara           | Árbitro(s): Mohammed Al-emara |

| 5 de octubre de 2022 | Manchester City | 1:1 (0:0) | Copenhague   | Academy Stadium, Manchester, Inglaterra |                            |
| 16:00 (CET)          | - Ndala 90+2'   | Reporte   | - 55' Sahsah | Árbitro(s): Jasmin Sabotic              | Árbitro(s): Jasmin Sabotic |

| 5 de octubre de 2022 | Sevilla     | 1:1 (0:0) | Borussia Dortmund | Estadio Jesús Navas, Sevilla, España |                            |
| 16:00 (CET)          | - Muñoz 66' | Reporte   | - 70' Brunner     | Árbitro(s): Miloš Bošković           | Árbitro(s): Miloš Bošković |

| 11 de octubre de 2022 | Copenhague   | 1:3 (0:1) | Manchester City                                        | Østerbro Stadium, Copenhague, Dinamarca |                                      |
| 14:00 (CET)           | - Sahsah 58' | Reporte   | - 31' Dickson - 54' (pen.) Awokoya-Mebude - 81' Borges | Árbitro(s): Kaarlo Oskari Hämäläinen    | Árbitro(s): Kaarlo Oskari Hämäläinen |

| 11 de octubre de 2022 | Borussia Dortmund   | 2:0 (1:0) | Sevilla | Brackel Training Ground, Dortmund, Alemania |                           |
| 16:00 (CET)           | - Rijkhoff 26', 88' | Reporte   |         | Árbitro(s): Luca Pairetto                   | Árbitro(s): Luca Pairetto |

| 25 de octubre de 2022 | Sevilla                       | 2:1 (0:0) | Copenhague              | Estadio Jesús Navas, Sevilla, España |                            |
| 14:00 (CET)           | - Hormigo 48' - Fernández 59' | Reporte   | - 72' (pen.) Simmelhack | Árbitro(s): Vitor Ferreira           | Árbitro(s): Vitor Ferreira |

| 25 de octubre de 2022 | Borussia Dortmund              | 3:3 (1:3) | Manchester City                                   | Brackel Training Ground, Dortmund, Alemania |                          |
| 16:00 (CET)           | - Brunner 2' - Gürpüz 47', 62' | Reporte   | - 24' Dickson - 40' O'Reilly - 43' Awokoya-Mebude | Árbitro(s): Ondřej Berka                    | Árbitro(s): Ondřej Berka |

| 2 de noviembre de 2022 | Copenhague | 0:1 (0:0) | Borussia Dortmund | Østerbro Stadium, Copenhague, Dinamarca |                          |
| 16:00 (CET)            |            | Reporte   | - 87' Brunner     | Árbitro(s): Balázs Berke                | Árbitro(s): Balázs Berke |

| 2 de noviembre de 2022 | Manchester City     | 1:0 (1:0) | Sevilla | Academy Stadium, Manchester, Inglaterra |                          |
| 16:00 (CET)            | - Díaz 45+2' (a.g.) | Reporte   |         | Árbitro(s): Martin Dohal                | Árbitro(s): Martin Dohal |

### Grupo H
| Equipo              | Pts | PJ | PG | PE | PP | GF | GC | Dif |
| ------------------- | --- | -- | -- | -- | -- | -- | -- | --- |
| Paris Saint-Germain | 13  | 6  | 4  | 1  | 1  | 10 | 11 | +9  |
| Juventus            | 11  | 6  | 3  | 2  | 1  | 17 | 14 | +3  |
| Benfica             | 7   | 6  | 2  | 1  | 3  | 12 | 10 | +2  |
| Maccabi Haifa       | 3   | 6  | 1  | 0  | 5  | 6  | 20 | -14 |

| 6 de septiembre de 2022 | Paris Saint-Germain                                           | 5:3 (5:1) | Juventus                                       | Stade Georges Lefèvre, Saint-Germain-en-Laye, Francia |                            |
| 14:00 (CET)             | - Housni 3', 36' - Zaïre-Emery 7' - Gharbi 44' - Lemina 45+2' | Reporte   | - 17' Mbangula - 77' Hasa - 79' (pen.) Huijsen | Árbitro(s): Sven Jablonski                            | Árbitro(s): Sven Jablonski |

| 6 de septiembre de 2022 | Benfica | 0:1 (0:1) | Maccabi Haifa | Benfica Campus, Seixal, Portugal |                            |
| 16:00 (CET)             |         | Reporte   | - 14' Razon   | Árbitro(s): Elchin Masiyev       | Árbitro(s): Elchin Masiyev |

| 14 de septiembre de 2022 | Juventus         | 1:1 (0:0) | Benfica      | Juventus Training Center, Turín, Italia |                            |
| 14:00 (CET)              | - Mbangula 90+3' | Reporte   | - 62' Semedo | Árbitro(s): Kaspar Sjöberg              | Árbitro(s): Kaspar Sjöberg |

| 14 de septiembre de 2022 | Maccabi Haifa | 0:5 (0:2) | Paris Saint-Germain                                     | Estadio de Netanya, Netanya, Israel |                                    |
| 14:00 (CET)              |               | Reporte   | - 14', 60' Lemina - 15', 50' (pen.) Gharbi - 65' Housni | Árbitro(s): Chrysovalantis Theouli  | Árbitro(s): Chrysovalantis Theouli |

| 4 de octubre de 2022 | Juventus                              | 3:1 (0:0) | Maccabi Haifa | Juventus Training Center, Turín, Italia |                                       |
| 14:00 (CET)          | - Yıldız 46' - Hasa 72' - Anghelè 79' | Reporte   | - 53' Shibli  | Árbitro(s): Christian-Petru Ciochirca   | Árbitro(s): Christian-Petru Ciochirca |

| 5 de octubre de 2022 | Benfica | 0:1 (0:0) | Paris Saint-Germain | Benfica Campus, Seixal, Portugal |                               |
| 16:00 (CET)          |         | Reporte   | - 80' Housni        | Árbitro(s): Henrik Nalbandyan    | Árbitro(s): Henrik Nalbandyan |

| 11 de octubre de 2022 | Maccabi Haifa   | 1:3 (1:0) | Juventus                                             | Estadio de Netanya, Netanya, Israel |                                 |
| 13:00 (CET)           | - Distelfeld 5' | Reporte   | - 49' Anghelè - 90+2' Mancini - 90+6' (pen.) Huijsen | Árbitro(s): Matthew De Gabriele     | Árbitro(s): Matthew De Gabriele |

| 11 de octubre de 2022 | Paris Saint-Germain | 2:3 (1:3) | Benfica                                  | Stade Georges Lefèvre, Saint-Germain-en-Laye, Francia |                            |
| 14:00 (CET)           | - Housni 3', 86'    | Reporte   | - 14', 45+1' (pen.) Semedo - 39' Moreira | Árbitro(s): Darren England                            | Árbitro(s): Darren England |

| 25 de octubre de 2022 | Paris Saint-Germain                      | 3:1 (1:0) | Maccabi Haifa | Stade Georges Lefèvre, Saint-Germain-en-Laye, Francia |                            |
| 15:00 (CET)           | - Zague 12' - Gharbi 52' - Mukelenge 64' | Reporte   | - 78' Razon   | Árbitro(s): Kaspar Sjöberg                            | Árbitro(s): Kaspar Sjöberg |

| 25 de octubre de 2022 | Benfica          | 2:3 (2:0) | Juventus                              | Benfica Campus, Seixal, Portugal |                       |
| 16:00 (CET)           | - Félix 28', 31' | Reporte   | - 48' Mbangula - 63' (pen.), 79' Hasa | Árbitro(s): Genc Nuza            | Árbitro(s): Genc Nuza |

| 2 de noviembre de 2022 | Maccabi Haifa            | 2:6 (0:2) | Benfica                                                              | Estadio de Netanya, Netanya, Israel |                           |
| 15:00 (CET)            | - Kahvić 84', 88' (pen.) | Reporte   | - 22', 31' Djú - 48' Félix - 62' Lima - 65' Rêgo - 66' (a.g.) Eissat | Árbitro(s): Bulat Sariyev           | Árbitro(s): Bulat Sariyev |

| 2 de noviembre de 2022 | Juventus                                          | 4:4 (0:2) | Paris Saint-Germain                | Juventus Training Center, Turín, Italia |                        |
| 16:00 (CET)            | - Yıldız 50', 90' - Huijsen 90+4' - Anghelè 90+5' | Reporte   | - 6', 84' Gharbi - 19', 57' Housni | Árbitro(s): Joey Kooij                  | Árbitro(s): Joey Kooij |

## Ruta de los Campeones Nacionales

### Primera ronda
| Estrella Roja  | 3 – 1          | AC Omonia Nicosia   | 1–0 | 2 – 1 |
| Young Boys     | 5 – 2          | Domžale             | 3–0 | 2 – 2 |
| Genk           | 5 – 4          | Slavia Praga        | 1–2 | 4– 2  |
| FC Nantes      | 5 – 0          | FC Pyunik Ereván    | 2–0 | 3 – 0 |
| AZ             | 6 – 1          | Shamrock Rovers FC  | 5–0 | 1 – 1 |
| AIK            | 8 – 2          | Racing Union        | 5–0 | 3 – 2 |
| Molde          | 2 – 2 (4:5 p.) | Hibernian           | 1–0 | 1 – 2 |
| Coleraine FC   | 5 – 4          | FK Pobeda AD Prilep | 3–2 | 2 – 2 |
| MTK Budapest   | 4 – 0          | FK Jelgava          | 3–0 | 1 – 0 |
| Žalgiris       | 2 – 5          | FK AS Trenčín       | 2–1 | 0 – 4 |
| Hajduk Split   | 5 – 1          | Qäbälä              | 3–0 | 2 – 1 |
| FC Rukh Lviv   | 1 – 0          | Zagłębie Lubin      | 1–0 | 0 – 0 |
| FC Ashdod      | 5 – 0          | FK Borac Banja Luka | 2–0 | 3 – 0 |
| Panathinaikos  | 10 – 2         | Septemvri Sofia     | 8–0 | 2 – 2 |
| Astaná         | 2 – 4          | FK Apolonia         | 1–1 | 1 – 3 |
| Miercurea Ciuc | 1 – 5          | Galatasaray         | 1–1 | 0 – 4 |

#### Estrella Roja vs AC Omonia Nicosia
| 14 de septiembre de 2022 | Estrella Roja       | 1:0 (1:0) | AC Omonia Nicosia | Estadio Voždovac, Belgrado, Serbia |                          |
| 19:00 (CET)              | - Stojsavljevic 15' | Reporte   |                   | Árbitro(s): Luca Cibelli           | Árbitro(s): Luca Cibelli |

| 5 de octubre de 2022 | AC Omonia Nicosia | 1:2 (0:2) (Global 1:3) | Estrella Roja                       | Estadio Dasaki, Achna, Chipre |                             |
| 16:00 (CET)          | - Neophytou 51'   | Reporte                | - 18' Vukičević - 44' Stojsavljević | Árbitro(s): Ishmael Barbara   | Árbitro(s): Ishmael Barbara |

#### Young Boys vs Domžale
| 14 de septiembre de 2022 | Young Boys                       | 3:0 (1:0) | Domžale | Stadion Wankdorf, Berna, Suiza   |                                  |
| 18:00 (CET)              | - Chaiwa 27' - Maluvunu 62', 79' | Reporte   |         | Árbitro(s): Stefanos Koymparakis | Árbitro(s): Stefanos Koymparakis |

| 5 de octubre de 2022 | Domžale                               | 2:2 (1:0) (Global 2:5) | Young Boys                   | Domžale Sports Park, Domžale, Eslovenia |                           |
| 18:00 (CET)          | - Jovićević 30' - Saitoski 49' (pen.) | Reporte                | - 77' Piffero - 84' Krasniqi | Árbitro(s): Miloš Savović               | Árbitro(s): Miloš Savović |

#### Genk vs Slavia Praga
| 14 de septiembre de 2022 | Genk                 | 1:2 (0:1) | Slavia Praga                       | KRC Genk Arena - Stadium B, Genk, Bélgica |                            |
| 16:00 (CET)              | - Cutillas-Carpe 86' | Reporte   | - 7' Konečný - 76' (pen.) Zachoval | Árbitro(s): Jasmin Sabotic                | Árbitro(s): Jasmin Sabotic |

| 5 de octubre de 2022 | Slavia Praga               | 2:4 (2:1) (Global 4:5) | Genk                                              | Stadion Na Chvalech, Praga, República Checa |                          |
| 14:00 (CET)          | - Pudil 9' - Ogungbayi 44' | Reporte                | - 27', 80' Godts - 47' Diawara - 90+4' Al Mazyani | Árbitro(s): Luka Bilbija                    | Árbitro(s): Luka Bilbija |

#### FC Nantes vs FC Pyunik Ereván
| 14 de septiembre de 2022 | FC Nantes                 | 2:0 (0:0) | FC Pyunik Ereván | Stade Marcel-Saupin, Nantes, Francia |                                |
| 19:00 (CET)              | - Mateso 52' - Appuah 63' | Reporte   |                  | Árbitro(s): Robert Ian Jenkins       | Árbitro(s): Robert Ian Jenkins |

| 5 de octubre de 2022 | FC Pyunik Ereván | 0:3 (0:1) (Global 0:5) | FC Nantes                       | Junior Sport Stadium, Ereván, Armenia |                           |
| 16:00 (CET)          |                  | Reporte                | - 8', 51' Mahamoud - 88' Mateso | Árbitro(s): Michal Ocenáš             | Árbitro(s): Michal Ocenáš |

#### AZ vs Shamrock Rovers FC
| 14 de septiembre de 2022 | AZ                                                                | 5:0 (1:0) | Shamrock Rovers FC | AZ Training Centre, Wijdewormer, Países Bajos |                           |
| 18:00 (CET)              | - Poku 13' - Kwakman 48' - Meerdink 77' - Beukers 87' - Addai 90' | Reporte   |                    | Árbitro(s): Denys Shurman                     | Árbitro(s): Denys Shurman |

| 4 de octubre de 2022 | Shamrock Rovers FC | 1:1 (0:1) (Global 1:6) | AZ             | Estadio de Tallaght, Dublín, Irlanda |                          |
| 20:45 (CET)          | - Leddy 60'        | Reporte                | - 28' Kerssens | Árbitro(s): Urs Schnyder             | Árbitro(s): Urs Schnyder |

#### AIK vs Racing Union
| 14 de septiembre de 2022 | AIK                                                      | 5:0 (1:0) | Racing Union | Skytteholms IP, Solna, Suecia  |                                |
| 19:00 (CET)              | - Andersson 27', 48', 52' - Sanyang 84' - Aviander 90+1' | Reporte   |              | Árbitro(s): Viktor Kopiievskyi | Árbitro(s): Viktor Kopiievskyi |

| 5 de octubre de 2022 | Racing Union         | 2:3 (0:0) (Global 2:8) | AIK                             | Stade Achille Hammerel, Luxemburgo, Luxemburgo |                          |
| 19:00 (CET)          | - Machado 88', 90+2' | Reporte                | - 54', 71' Beraki - 62' Granath | Árbitro(s): Jan Machálek                       | Árbitro(s): Jan Machálek |

#### Molde vs Hibernian
| 14 de septiembre de 2022 | Molde       | 1:0 (0:0) | Hibernian | Aker Stadion, Molde, Noruega         |                                      |
| 19:00 (CET)              | - Bakke 68' | Reporte   |           | Árbitro(s): Kaarlo Oskari Hämäläinen | Árbitro(s): Kaarlo Oskari Hämäläinen |

| 5 de octubre de 2022 | Hibernian                                         | 2:1 (1:0) (5:4 p.)(Global 2:2) | Molde                                           | Estadio Easter Road, Edimburgo, Escocia |                                   |
| 20:00 (CET)          | - Blaney 12' - Zaid 64'                           | Reporte                        | - 85' Tornes                                    | Árbitro(s): Helgi Mikael Jónasson       | Árbitro(s): Helgi Mikael Jónasson |
|                      |                                                   | Tiros desde el punto penal     |                                                 |                                         |                                   |
|                      | - Aiken - Blaney - Laidlaw - Hamilton - MacIntyre |                                | - Ødegård - Tornes - Bakke - Tjåland - Kjølstad |                                         |                                   |

#### Coleraine FC vs FK Pobeda AD Prilep
| 28 de septiembre de 2022 | Coleraine FC                           | 3:2 (1:2) | FK Pobeda AD Prilep    | The Showgrounds, Coleraine, Irlanda del Norte |                      |
| 20:30 (CET)              | - Patton 5' - Stinson 52' - Watton 59' | Reporte   | - 42', 45+1' Todoroski | Árbitro(s): Tom Owen                          | Árbitro(s): Tom Owen |

| 5 de octubre de 2022 | FK Pobeda AD Prilep                 | 2:2 (1:0) (Global 4:5) | Coleraine FC              | Petar Miloševski Training Centre, Skopie, Macedonia del Norte |                            |
| 14:00 (CET)          | - Toseski 6' - Todoroski 90' (pen.) | Reporte                | - 82' Kelly - 87' Moffatt | Árbitro(s): Sven Jablonski                                    | Árbitro(s): Sven Jablonski |

#### MTK Budapest vs FK Jelgava
| 14 de septiembre de 2022 | MTK Budapest                              | 3:0 (1:0) | FK Jelgava | Estadio Nándor Hidegkuti, Budapest, Hungría |                           |
| 16:00 (CET)              | - Kovács 45+1' - Merényi 57' - Molnár 88' | Reporte   |            | Árbitro(s): Daniyar Sakhi                   | Árbitro(s): Daniyar Sakhi |

| 5 de octubre de 2022 | FK Jelgava | 0:1 (0:0) (Global 0:4) | MTK Budapest | Zemgale Olympic Center, Jelgava, Letonia |                            |
| 13:00 (CET)          |            | Reporte                | - 84' Kovács | Árbitro(s): Georgi Davidov               | Árbitro(s): Georgi Davidov |

#### Žalgiris vs FK AS Trenčín
| 14 de septiembre de 2022 | Žalgiris                   | 2:1 (1:1) | FK AS Trenčín       | SRC Alytus, Alytus, Lituania |                       |
| 18:00 (CET)              | - Bička 18' - Jansonas 52' | Reporte   | - 10' (pen.) Gajdoš | Árbitro(s): Ion Orlic        | Árbitro(s): Ion Orlic |

| 5 de octubre de 2022 | FK AS Trenčín                                 | 4:0 (2:0) (Global 5:2) | Žalgiris | Štadión na Sihoti, Trenčín, Eslovaquia |                              |
| 18:00 (CET)          | - Bednár 31', 64' - Murko 44' - Demitra 90+2' | Reporte                |          | Árbitro(s): Andrei Chivulete           | Árbitro(s): Andrei Chivulete |

#### Hajduk Split vs Qäbälä
| 12 de septiembre de 2022 | Hajduk Split                                 | 3:0 (1:0) | Qäbälä | Estadio Poljud, Split, Croacia |                         |
| 17:00 (CET)              | - Vrcić 24' (pen.) - Ćalušić 51' - Nazor 83' | Reporte   |        | Árbitro(s): David Smajc        | Árbitro(s): David Smajc |

| 4 de octubre de 2022 | Qäbälä            | 1:2 (0:0) (Global 1:5) | Hajduk Split               | Qäbälä City Stadium, Qabala, Azerbaiyán |                            |
| 15:00 (CET)          | - Shahniyarov 52' | Reporte                | - 68' Vušković - 88' Vrcić | Árbitro(s): Arda Kardeşler              | Árbitro(s): Arda Kardeşler |

#### FC Rukh Lviv vs Zagłębie Lubin
| 14 de septiembre de 2022 | FC Rukh Lviv     | 1:0 (1:0) | Zagłębie Lubin | Stadion Zagłębia Lubin, Lubin, Polonia |                           |
| 17:00 (CET)              | - Nepeypiyev 24' | Reporte   |                | Árbitro(s): Miloš Savović              | Árbitro(s): Miloš Savović |

| 5 de octubre de 2022 | Zagłębie Lubin | 0:0 (Global 0:1) | FC Rukh Lviv | Stadion Zagłębia Lubin, Lubin, Polonia |                                 |
| 18:00 (CET)          |                | Reporte          |              | Árbitro(s): Ashot Ghaltakhchyan        | Árbitro(s): Ashot Ghaltakhchyan |

#### FC Ashdod vs FK Borac Banja Luka
| 14 de septiembre de 2022 | FC Ashdod                        | 2:0 (1:0) | FK Borac Banja Luka | Jabotinski, Asdod, Israel       |                                 |
| 18:00 (CET)              | - Abergel 25' - Muche 51' (pen.) | Reporte   |                     | Árbitro(s): Oleksii Derevinskyi | Árbitro(s): Oleksii Derevinskyi |

| 12 de octubre de 2022 | FK Borac Banja Luka | 0:3 (0:1) (Global 0:5) | FC Ashdod                          | Gradski Stadion Banja Luka, Bania Luka, Bosnia y Herzegovina |                         |
| 18:30 (CET)           |                     | Reporte                | - 37' Muche - 90+2', 90+5' Abergel | Árbitro(s): David Munro                                      | Árbitro(s): David Munro |

#### Panathinaikos vs Septemvri Sofia
| 14 de septiembre de 2022 | Panathinaikos                                                        | 8:0 (4:0) | Septemvri Sofia | Estadio Apostolos Nikolaidis, Atenas, Grecia |                       |
| 17:00 (CET)              | - Zeeni 2', 30', 49', 59', 66' - Frroku 45', 45+1' - Ntampizas 90+2' | Reporte   |                 | Árbitro(s): Snir Levy                        | Árbitro(s): Snir Levy |

| 5 de octubre de 2022 | Septemvri Sofia               | 2:2 (1:0) (Global 2:10) | Panathinaikos                    | Estadio Ovcha Kupel, Sofía, Bulgaria |                              |
| 16:00 (CET)          | - Sorakov 11' - Velichkov 80' | Reporte                 | - 48' Ntampizas - 71' Kaloskamis | Árbitro(s): Alessandro Dudic         | Árbitro(s): Alessandro Dudic |

#### Astaná vs FK Apolonia
| 15 de septiembre de 2022 | Astaná             | 1:1 (1:1) | FK Apolonia  | Astana Arena, Astaná, Kazajistán |                          |
| 15:00 (CET)              | - Zhumabekov 45+2' | Reporte   | - 43' Mezani | Árbitro(s): Martin Dohal         | Árbitro(s): Martin Dohal |

| 5 de octubre de 2022 | FK Apolonia                    | 3:1 (1:0) (Global 4:2) | Astaná           | Loni Papuçiu Stadium, Fier, Albania |                             |
| 14:00 (CET)          | - Maksuti 14', 60' - Kurti 72' | Reporte                | - 77' Zhumabekov | Árbitro(s): Amine Kourgheli         | Árbitro(s): Amine Kourgheli |

#### Miercurea Ciuc vs Galatasaray
| 14 de septiembre de 2022 | Miercurea Ciuc | 1:1 (0:1) | Galatasaray  | Stadionul Municipal, Miercurea Ciuc, Rumanía |                           |
| 16:00 (CET)              | - El Sawy 64'  | Reporte   | - 11' Bülbül | Árbitro(s): Miloš Gigovic                    | Árbitro(s): Miloš Gigovic |

| 5 de octubre de 2022 | Galatasaray                                          | 4:0 (0:0) (Global 5:1) | Miercurea Ciuc | Yusuf Ziya Öniş Stadium, Estambul, Turquía |                          |
| 17:00 (CET)          | - Almazbekov 58', 65' - Akman 73' (pen.) - Doğan 80' | Reporte                |                | Árbitro(s): Rob Hennessy                   | Árbitro(s): Rob Hennessy |

### Segunda ronda
| AZ            | 3–3 (4:3 p.) | Estrella Roja | 2–2 | 1–1 |
| Hibernian     | 3–1          | FC Nantes     | 1–0 | 2–1 |
| Young Boys    | 3–3 (9:8 p.) | AIK           | 0–3 | 3–0 |
| Coleraine FC  | 1–10         | Genk          | 0–4 | 1–6 |
| Panathinaikos | 6–3          | FK AS Trenčín | 2–0 | 4–3 |
| FK Apolonia   | 1–6          | Hajduk Split  | 0–3 | 1–3 |
| Galatasaray   | 2–6          | FC Rukh Lviv  | 1–3 | 1–3 |
| FC Ashdod     | 1–2          | MTK Budapest  | 0–2 | 1–0 |

#### AZ vs Estrella Roja
| 25 de octubre de 2022 | AZ                    | 2:2 (2:0) | Estrella Roja                   | AZ Training Centre, Wijdewormer, Países Bajos |                         |
| 18:00 (CET)           | - Poku 9' - Addai 28' | Reporte   | - 48' Mijatović - 83' Vukičević | Árbitro(s): David Munro                       | Árbitro(s): David Munro |

| 1 de noviembre de 2022 | Estrella Roja                                        | 1:1 (0:0) (3:4 p.)(Global 3:3) | AZ                                               | Estadio Voždovac, Belgrado, Serbia |                          |
| 18:00 (CET)            | - Leković 87'                                        | Reporte                        | - 77' Poku                                       | Árbitro(s): David Fuxman           | Árbitro(s): David Fuxman |
|                        |                                                      | Tiros desde el punto penal     |                                                  |                                    |                          |
|                        | - Vidojević - Ivić - Stanković - Radujko - Mijatović |                                | - Goes - Kerssens - de Jong - Beukers - Meerdink |                                    |                          |

#### Hibernian vs FC Nantes
| 26 de octubre de 2022 | Hibernian            | 1:0 (0:0) | FC Nantes | Estadio Easter Road, Edimburgo, Escocia |                              |
| 20:00 (CET)           | - 75' (pen.) Laidlaw | Reporte   |           | Árbitro(s): Joonas Jaanovits            | Árbitro(s): Joonas Jaanovits |

| 2 de noviembre de 2022 | FC Nantes            | 1:2 (1:1) (Global 1:3) | Hibernian                       | Stade Marcel-Saupin, Nantes, Francia |                             |
| 19:00 (CET)            | - Johnson 17' (a.g.) | Reporte                | - 22' O'Connor - 48' Molotnikov | Árbitro(s): Kári Á Høvdanum          | Árbitro(s): Kári Á Høvdanum |

#### Young Boys vs AIK
| 26 de octubre de 2022 | Young Boys | 0:3 (0:1) | AIK                                            | Stadion Wankdorf, Berna, Suiza     |                                    |
| 18:00 (CET)           |            | Reporte   | - 29' (pen.) Noori - 70' Beraki - 90+7' Rawufu | Árbitro(s): Marian Alexandru Barbu | Árbitro(s): Marian Alexandru Barbu |

| 2 de noviembre de 2022 | AIK                                                                                        | 0:3 (0:2) (8:9 p.)(Global 3:3) | Young Boys                                                                          | Skytteholms IP, Solna, Suecia   |                                 |
| 19:00 (CET)            |                                                                                            | Reporte                        | - 7' Chaiwa - 41' Buljan - 47' Lüthi                                                | Árbitro(s): Oleksii Derevinskyi | Árbitro(s): Oleksii Derevinskyi |
|                        |                                                                                            | Tiros desde el punto penal     |                                                                                     |                                 |                                 |
|                        | - Noori - Granath - Rawufu - Ayari - Andersson - Rupia-Ellis - Aviander - Sundberg - Melin |                                | - Buljan - Chaiwa - Krasniqi - Fontana - Essay - Näf - Ogouvide - Henchoz - Piffero |                                 |                                 |

#### Coleraine FC vs Genk
| 26 de octubre de 2022 | Coleraine FC | 0:4 (0:2) | Genk                                                        | The Showgrounds, Coleraine, Irlanda del Norte |                               |
| 15:00 (CET)           |              | Reporte   | - 23' Rotundo - 30' Da Costa - 63' van de Perre - 85' Claes | Árbitro(s): Mohammed Al-emara                 | Árbitro(s): Mohammed Al-emara |

| 2 de noviembre de 2022 | Genk                                                                          | 6:1 (4:0) (Global 10:1) | Coleraine FC   | KRC Genk Arena - Stadium B, Genk, Bélgica |                            |
| 15:00 (CET)            | - Smekens 5' - Claes 17' - Arabaci 35', 85' - Sakkali 43' - Watton 90' (a.g.) | Reporte                 | - 69' McDowell | Árbitro(s): Billy McDowell                | Árbitro(s): Billy McDowell |

#### Panathinaikos vs FK AS Trenčín
| 26 de octubre de 2022 | Panathinaikos             | 2:0 (2:0) | FK AS Trenčín | Estadio Apostolos Nikolaidis, Atenas, Grecia |                                       |
| 18:00 (CET)           | - 28' Mazhar - 38' Frroku | Reporte   |               | Árbitro(s): Gustavo Fernandes Correia        | Árbitro(s): Gustavo Fernandes Correia |

| 2 de noviembre de 2022 | FK AS Trenčín                   | 3:4 (3:1) (Global 3:6) | Panathinaikos                                   | Štadión na Sihoti, Trenčín, Eslovaquia |                                    |
| 17:30 (CET)            | - Mičuda 6' - Praženka 21', 29' | Reporte                | - 11', 49', 68' (pen.) Mazhar - 80' Kyriopoulos | Árbitro(s): Chrysovalantis Theouli     | Árbitro(s): Chrysovalantis Theouli |

#### FK Apolonia vs Hajduk Split
| 26 de octubre de 2022 | FK Apolonia | 0:3 (0:1) | Hajduk Split                                | Loni Papuçiu Stadium, Fier, Albania |                             |
| 14:00 (CET)           |             | Reporte   | - 28' Vrcić - 54' Antunović - 63' Brajković | Árbitro(s): Ishmael Barbara         | Árbitro(s): Ishmael Barbara |

| 2 de noviembre de 2022 | Hajduk Split                          | 3:1 (1:1) (Global 6:1) | FK Apolonia  | Estadio Poljud, Split, Croacia |                        |
| 15:00 (CET)            | - Vrcić 15' - Nazor 73' - Pukštas 77' | Reporte                | - 9' Maksuti | Árbitro(s): Yigal Frid         | Árbitro(s): Yigal Frid |

#### Galatasaray vs FC Rukh Lviv
| 26 de octubre de 2022 | Galatasaray | 1:3 (1:2) | FC Rukh Lviv                                         | Nef Stadium, Estambul, Turquía  |                                 |
| 13:00 (CET)           | - Akman 34' | Reporte   | - 4' Stoliarchuk - 8' (a.g.) Erdem - 79' Dobrianskyi | Árbitro(s): Sander Van Der Eijk | Árbitro(s): Sander Van Der Eijk |

| 2 de noviembre de 2022 | FC Rukh Lviv                  | 3:1 (1:0) (Global 6:2) | Galatasaray           | Stal Stalowa Wola Stadium, Stalowa Wola, Polonia |                             |
| 14:00 (CET)            | - Fedor 11', 76' - Rusiak 78' | Reporte                | - 90+1' (pen.) Aksaka | Árbitro(s): Nenad Minakovic                      | Árbitro(s): Nenad Minakovic |

#### FC Ashdod vs MTK Budapest
| 26 de octubre de 2022 | FC Ashdod | 0:2 (0:0) | MTK Budapest                | Estadio Yud-Alef, Asdod, Israel |                             |
| 17:00 (CET)           |           | Reporte   | - 59' Barkóczi - 80' Molnár | Árbitro(s): Amine Kourgheli     | Árbitro(s): Amine Kourgheli |

| 2 de noviembre de 2022 | MTK Budapest | 0:1 (0:1) (Global 2:1) | FC Ashdod      | Estadio Nándor Hidegkuti, Budapest, Hungría |                                 |
| 16:00 (CET)            |              | Reporte                | - 42' Yusopove | Árbitro(s): Evangelos Manouchos             | Árbitro(s): Evangelos Manouchos |

## Play-offs
| Equipo 1      | Resultado    | Equipo 2            |
| ------------- | ------------ | ------------------- |
| Young Boys    | 2–3          | Red Bull Salzburg   |
| AZ            | 5–0          | Eintracht Frankfurt |
| FC Rukh Lviv  | 1–1 (4-3 p.) | Internazionale      |
| Hajduk Split  | 1–0          | Shakhtar Donetsk    |
| MTK Budapest  | 0–1          | Ajax                |
| Hibernian     | 1–2          | Borussia Dortmund   |
| Panathinaikos | 0–1          | Porto               |
| Genk          | 0–0 (4-3 p.) | Juventus            |

### Young Boys vs Red Bull Salzburg
| 7 de febrero de 2023 | Young Boys                     | 2:3 (1:0) | Red Bull Salzburg                  | Stadion Wankdorf, Berna, Suiza |                        |
| 18:00 (CET)          | - Amenda 9' (pen.) - Lüthi 56' | Reporte   | - 62' Hofer - 84' Yeo - 90+4' Jano | Árbitro(s): Joey Kooij         | Árbitro(s): Joey Kooij |

### AZ vs Eintracht Frankfurt
| 8 de febrero de 2023 | AZ                                                    | 5:0 (2:0) | Eintracht Frankfurt | AZ Training Centre, Wijdewormer, Países Bajos |                        |
| 18:00 (CET)          | - Meerdink 3', 31', 75' - Poku 71' - Addai 90' (pen.) | Reporte   |                     | Árbitro(s): Igor Pajac                        | Árbitro(s): Igor Pajac |

### FC Rukh Lviv vs Internazionale
| 8 de febrero de 2023 | FC Rukh Lviv                                            | 1:1 (1:0) (4:3 p.)         | Internazionale                                                    | Stal Stalowa Wola Stadium, Stalowa Wola, Polonia |                            |
| 14:00 (CET)          | - Panchenko 30'                                         | Reporte                    | - 52' Esposito                                                    | Árbitro(s): Elchin Masiyev                       | Árbitro(s): Elchin Masiyev |
|                      |                                                         | Tiros desde el punto penal |                                                                   |                                                  |                            |
|                      | - Kitela - Slyubyk - Pidhurskyi - Kvas - Sapuha - Roman |                            | - Iliev - Curatolo - Esposito - Carboni - Fontanarosa - Stanković |                                                  |                            |

### Hajduk Split vs Shakhtar Donetsk
| 8 de febrero de 2023 | Hajduk Split   | 1:0 (0:0) | Shakhtar Donetsk | Estadio Poljud, Split, Croacia |                                |
| 18:00 (CET)          | - Vušković 82' | Reporte   |                  | Árbitro(s): Damian Sylwestrzak | Árbitro(s): Damian Sylwestrzak |

### MTK Budapest vs Ajax
| 8 de febrero de 2023 | MTK Budapest | 0:1 (0:0) | Ajax                  | Estadio Nándor Hidegkuti, Budapest, Hungría |                              |
| 18:00 (CET)          |              | Reporte   | - 59' (pen.) Misehouy | Árbitro(s): Joonas Jaanovits                | Árbitro(s): Joonas Jaanovits |

### Hibernian vs Borussia Dortmund
| 7 de febrero de 2023 | Hibernian    | 1:2 (1:0) | Borussia Dortmund                 | Estadio Easter Road, Edimburgo, Escocia |                               |
| 20:00 (CET)          | - Blaney 26' | Reporte   | - 70' (pen.) Rijkhoff - 90' Blank | Árbitro(s): Henrik Nalbandyan           | Árbitro(s): Henrik Nalbandyan |

### Panathinaikos vs Porto
| 8 de febrero de 2023 | Panathinaikos | 0:1 (0:0) | Porto          | Estadio Apostolos Nikolaidis, Atenas, Grecia |                             |
| 18:00 (CET)          |               | Reporte   | - 71' Meireles | Árbitro(s): Amine Kourgheli                  | Árbitro(s): Amine Kourgheli |

### Genk vs Juventus
| 8 de febrero de 2023 | Genk                                                        | 0:0 (4:3 p.)               | Juventus                                        | KRC Genk Arena - Stadium B, Genk, Bélgica |                             |
| 16:00 (CET)          |                                                             | Reporte                    |                                                 | Árbitro(s): Miloš Milanović               | Árbitro(s): Miloš Milanović |
|                      |                                                             | Tiros desde el punto penal |                                                 |                                           |                             |
|                      | - van de Perre - Al Mazyani - Martens - Smekens - Chambaere |                            | - Anghelè - Savona - Maressa - Bonetti - Yıldız |                                           |                             |

## Fase final
El sorteo de la fase final se realizará el 13 de febrero de 2023 en Nyon.

### Cuadro de desarrollo
|  | Octavos de final                        | Octavos de final                      |                                       |       | Cuartos de final | Cuartos de final |  |  | Semifinal | Semifinal |  |  | Final | Final |
|  |                                         |                                       |                                       |       |                  |                  |  |  |           |           |  |  |       |       |
|  | 1 de marzo - Estadio Aurélio Pereira    |                                       |                                       |       |                  |                  |  |  |           |           |  |  |       |       |
|  |                                         |                                       |                                       |       |                  |                  |  |  |           |           |  |  |       |       |
|  | Sporting                                | 5                                     |                                       |       |                  |                  |  |  |           |           |  |  |       |       |
|  | Sporting                                | 5                                     | 14 de marzo - Estadio Aurélio Pereira |       |                  |                  |  |  |           |           |  |  |       |       |
|  | Ajax                                    | 1                                     |                                       |       |                  |                  |  |  |           |           |  |  |       |       |
|  | Ajax                                    | 1                                     | Sporting                              | 1     |                  |                  |  |  |           |           |  |  |       |       |
|  | 1 de marzo - Liverpool's Academy Ground |                                       | Sporting                              | 1     |                  |                  |  |  |           |           |  |  |       |       |
|  |                                         | Liverpool                             | 0                                     |       |                  |                  |  |  |           |           |  |  |       |       |
|  | Liverpool                               | Liverpool                             | 0                                     | 1 (6) |                  |                  |  |  |           |           |  |  |       |       |
|  | Liverpool                               |                                       | 21 de abril - Stade de Genève         | 1 (6) |                  |                  |  |  |           |           |  |  |       |       |
|  | Porto                                   | 1 (5)                                 |                                       |       |                  |                  |  |  |           |           |  |  |       |       |
|  | Porto                                   | 1 (5)                                 | Sporting                              | 2 (3) |                  |                  |  |  |           |           |  |  |       |       |
|  | 1 de marzo - Estadio Johan Cruyff       |                                       | Sporting                              | 2 (3) |                  |                  |  |  |           |           |  |  |       |       |
|  |                                         | AZ                                    | 2 (4)                                 |       |                  |                  |  |  |           |           |  |  |       |       |
|  | Barcelona                               | AZ                                    | 2 (4)                                 | 0     |                  |                  |  |  |           |           |  |  |       |       |
|  | Barcelona                               | 15 de marzo - AZ Training Centre      |                                       | 0     |                  |                  |  |  |           |           |  |  |       |       |
|  | AZ                                      | 3                                     |                                       |       |                  |                  |  |  |           |           |  |  |       |       |
|  | AZ                                      | 3                                     | AZ                                    | 4     |                  |                  |  |  |           |           |  |  |       |       |
|  | 1 de marzo - Estadio Alfredo Di Stéfano |                                       | AZ                                    | 4     |                  |                  |  |  |           |           |  |  |       |       |
|  |                                         | Real Madrid                           | 0                                     |       |                  |                  |  |  |           |           |  |  |       |       |
|  | Real Madrid                             | Real Madrid                           | 0                                     | 3     |                  |                  |  |  |           |           |  |  |       |       |
|  | Real Madrid                             |                                       | 24 de abril - Stade de Genève         | 3     |                  |                  |  |  |           |           |  |  |       |       |
|  | Red Bull Salzburg                       | 1                                     |                                       |       |                  |                  |  |  |           |           |  |  |       |       |
|  | Red Bull Salzburg                       | 1                                     | AZ                                    | 5     |                  |                  |  |  |           |           |  |  |       |       |
|  | 28 de febrero - Brackel Training Ground |                                       | AZ                                    | 5     |                  |                  |  |  |           |           |  |  |       |       |
|  |                                         | Hajduk Split                          | 0                                     |       |                  |                  |  |  |           |           |  |  |       |       |
|  | Borussia Dortmund                       | Hajduk Split                          | 0                                     | 1 (5) |                  |                  |  |  |           |           |  |  |       |       |
|  | Borussia Dortmund                       | 15 de marzo - Brackel Training Ground |                                       | 1 (5) |                  |                  |  |  |           |           |  |  |       |       |
|  | Paris Saint-Germain                     | 1 (4)                                 |                                       |       |                  |                  |  |  |           |           |  |  |       |       |
|  | Paris Saint-Germain                     | 1 (4)                                 | Borussia Dortmund                     | 1 (8) |                  |                  |  |  |           |           |  |  |       |       |
|  | 28 de febrero - Estadio Poljud          |                                       | Borussia Dortmund                     | 1 (8) |                  |                  |  |  |           |           |  |  |       |       |
|  |                                         | Hajduk Split                          | 1 (9)                                 |       |                  |                  |  |  |           |           |  |  |       |       |
|  | Hajduk Split                            | Hajduk Split                          | 1 (9)                                 | 2     |                  |                  |  |  |           |           |  |  |       |       |
|  | Hajduk Split                            |                                       | 21 de abril - Stade de Genève         | 2     |                  |                  |  |  |           |           |  |  |       |       |
|  | Manchester City                         | 1                                     |                                       |       |                  |                  |  |  |           |           |  |  |       |       |
|  | Manchester City                         | 1                                     | Hajduk Split                          | 3     |                  |                  |  |  |           |           |  |  |       |       |
|  | 1 de marzo - Centro Sportivo Vismara    |                                       | Hajduk Split                          | 3     |                  |                  |  |  |           |           |  |  |       |       |
|  |                                         | AC Milan                              | 1                                     |       |                  |                  |  |  |           |           |  |  |       |       |
|  | AC Milan                                | AC Milan                              | 1                                     | 1     |                  |                  |  |  |           |           |  |  |       |       |
|  | AC Milan                                | 14 de marzo - Centro Sportivo Vismara |                                       | 1     |                  |                  |  |  |           |           |  |  |       |       |
|  | FC Rukh Lviv                            | 0                                     |                                       |       |                  |                  |  |  |           |           |  |  |       |       |
|  | FC Rukh Lviv                            | 0                                     | AC Milan                              | 2     |                  |                  |  |  |           |           |  |  |       |       |
|  | 28 de febrero - Estadio Metropolitano   |                                       | AC Milan                              | 2     |                  |                  |  |  |           |           |  |  |       |       |
|  |                                         | Atlético Madrid                       | 0                                     |       |                  |                  |  |  |           |           |  |  |       |       |
|  | Atlético Madrid                         | Atlético Madrid                       | 0                                     | 4     |                  |                  |  |  |           |           |  |  |       |       |
|  | Atlético Madrid                         |                                       |                                       | 4     |                  |                  |  |  |           |           |  |  |       |       |
|  | Genk                                    | 1                                     |                                       |       |                  |                  |  |  |           |           |  |  |       |       |
|  | Genk                                    | 1                                     |                                       |       |                  |                  |  |  |           |           |  |  |       |       |

### Octavos de final
| 28 de febrero de 2023 | Hajduk Split                    | 2:1 (2:1) | Manchester City | Estadio Poljud, Split, Croacia |                       |
| 14:00 (CET)           | - Brajković 24' - Antunović 33' | Reporte   | - 45' Bobb      | Árbitro(s): Snir Levy          | Árbitro(s): Snir Levy |

| 28 de febrero de 2023 | AC Milan     | 1:0 (0:0) | FC Rukh Lviv | Centro Sportivo Vismara, Milán, Italia |                                       |
| 15:00 (CET)           | - Zeroli 85' | Reporte   |              | Árbitro(s): Christian-Petru Ciochirca  | Árbitro(s): Christian-Petru Ciochirca |

| 28 de febrero de 2023 | Borussia Dortmund                              | 1:1 (1:1) (5:4 p.)         | Paris Saint-Germain                              | Brackel Training Ground, Dortmund, Alemania |                                 |
| 16:00 (CET)           | - Bamba 41'                                    | Reporte                    | - 39' Lemina                                     | Árbitro(s): Goga Kikacheishvili             | Árbitro(s): Goga Kikacheishvili |
|                       |                                                | Tiros desde el punto penal |                                                  |                                             |                                 |
|                       | - Cissé - Rijkhoff - Ludwig - Campbell - Bamba |                            | - El Hannach - Zague - Bikouta - Gharbi - Housni |                                             |                                 |

| 1 de marzo de 2023 | Sporting                                            | 5:1 (1:0) | Ajax          | Estadio Aurélio Pereira, Alcochete, Portugal |                                 |
| 13:00 (CET)        | - Issahaku 36', 73', 79' - Ribeiro 75' - Mateus 86' | Reporte   | - 87' Gooijer | Árbitro(s): Matthew De Gabriele              | Árbitro(s): Matthew De Gabriele |

| 1 de marzo de 2023 | Real Madrid                             | 3:1 (0:1) | Red Bull Salzburg   | Estadio Alfredo Di Stéfano, Madrid, España |                                    |
| 14:00 (CET)        | - Fortuny 46' - Ramón 62' - Bravo 90+4' | Reporte   | - 30' (pen.) Konaté | Árbitro(s): Marian Alexandru Barbu         | Árbitro(s): Marian Alexandru Barbu |

| 1 de marzo de 2023 | Barcelona | 0:3 (0:0) | AZ                                    | Estadio Johan Cruyff, Sant Joan Despí, España |                          |
| 16:00 (CET)        |           | Reporte   | - 56' Smit - 63', 90+1' Mexx Meerdink | Árbitro(s): Ondřej Berka                      | Árbitro(s): Ondřej Berka |

| 1 de marzo de 2023 | Liverpool                                                    | 1:1 (0:1) (6:5 p.)         | Porto                                                        | Liverpool's Academy Ground, Liverpool, Inglaterra |                                   |
| 18:30 (CET)        | - Frauendorf 55'                                             | Reporte                    | - 8' (pen.) Meireles                                         | Árbitro(s): Helgi Mikael Jónasson                 | Árbitro(s): Helgi Mikael Jónasson |
|                    |                                                              | Tiros desde el punto penal |                                                              |                                                   |                                   |
|                    | - Doak - Clark - Jonas - Corness - Danns - Gift - Stephenson |                            | - Meireles - Fernandes - Pinto - Regal - Díaz - Brás - Candé |                                                   |                                   |

| 1 de marzo de 2023 | Atlético Madrid                                             | 4:1 (4:0) | Genk              | Estadio Metropolitano, Madrid, España |                                    |
| 19:00 (CET)        | - Niño 4' (pen.) - Raihani 28' - Santamaría 32' - Boñar 39' | Reporte   | - 60' (a.g.) Díaz | Árbitro(s): Chrysovalantis Theouli    | Árbitro(s): Chrysovalantis Theouli |

### Cuartos de final
| 14 de marzo de 2023 | Sporting      | 1:0 (0:0) | Liverpool | Estadio Aurélio Pereira, Alcochete, Portugal |                         |
| 14:00 (CET)         | - Ribeiro 65' | Reporte   |           | Árbitro(s): Gergo Bogár                      | Árbitro(s): Gergo Bogár |

| 14 de marzo de 2023 | AC Milan                       | 2:0 (1:0) | Atlético Madrid | Centro Sportivo Vismara, Milán, Italia |                                |
| 16:00 (CET)         | - Stalmach 12' - El Hilali 67' | Reporte   |                 | Árbitro(s): Sebastian Gishamer         | Árbitro(s): Sebastian Gishamer |

| 15 de marzo de 2023 | AZ                                           | 4:0 (2:0) | Real Madrid | AZ Training Centre, Wijdewormer, Países Bajos |                           |
| 14:00 (CET)         | - Beukers 25', 85' - Poku 29' - Meerdink 78' | Reporte   |             | Árbitro(s): Adam Ladebäck                     | Árbitro(s): Adam Ladebäck |

| 15 de marzo de 2023 | Borussia Dortmund                                                                | 1:1 (0:0) (8:9 p.)         | Hajduk Split                                                                             | Brackel Training Ground, Dortmund, Alemania |                                |
| 18:30 (CET)         | - Rijkhoff 76' (pen.)                                                            | Reporte                    | - 72' Antunović                                                                          | Árbitro(s): Robert Ian Jenkins              | Árbitro(s): Robert Ian Jenkins |
|                     |                                                                                  | Tiros desde el punto penal |                                                                                          |                                             |                                |
|                     | - Cisse - Rijkhoff - Ludwig - Gürpüz - Brunner - Kamara - Bamba - Collins - Mane |                            | - Vrcić - Ćalušić - Jurić-Petrašilo - Skoko - Capan - Nazor - Arković - Đolonga - Kavelj |                                             |                                |

### Semifinales
| 21 de abril de 2023 | Sporting                                        | 2:2 (1:2) (3:4 p.)         | AZ                                        | Stade de Genève, Lancy, Suiza     |                                   |
| 13:00 (CET)         | - Diogo Cabral 9' - Chico Lamba 48' (pen.)      | Reporte                    | - 30' Poku - 36' Daal                     | Árbitro(s): Manfredas Lukjančukas | Árbitro(s): Manfredas Lukjančukas |
|                     |                                                 | Tiros desde el punto penal |                                           |                                   |                                   |
|                     | - Muniz - Moreira - Chico Lamba - Ribeiro - Nel |                            | - Goes - Smit - de Jong - Kwakman - Addai |                                   |                                   |

| 21 de abril de 2023 | Hajduk Split                            | 3:1 (0:0) | AC Milan     | Stade de Genève, Lancy, Suiza |                         |
| 18:00 (CET)         | - Vrcić 51' - Pukštas 69' - Hrgović 76' | Reporte   | - 83' Zeroli | Árbitro(s): Rohit Saggi       | Árbitro(s): Rohit Saggi |

### Final
| 24 de abril de 2023 | AZ                                                     | 5:0 (1:0) | Hajduk Split | Stade de Genève, Lancy, Suiza |                           |
| 18:00 (CET)         | - Addai 45' (pen.) - Poku 70', 76' - Meerdink 79', 87' | Reporte   |              | Árbitro(s): Willy Delajod     | Árbitro(s): Willy Delajod |

| 1          | POR        | Rome-Jayden Owusu-Oduro |     |
| 3          | DEF        | Wouter Goes             |     |
| 17         | DEF        | Daniël Beukers          |     |
| 23         | DEF        | Enoch Mastoras          | 84' |
| 11         | MED        | Jayden Addai            | 84' |
| 21         | MED        | Dave Kwakman            |     |
| 8          | MED        | Lewis Schouten          |     |
| 15         | MED        | Kees Smit               | 88' |
| 10         | DEL        | Fedde de Jong           |     |
| 7          | DEL        | Ernest Poku             | 84' |
| 12         | DEL        | Ro-Zangelo Daal         | 46' |
| Entrenador | Entrenador | Jan Sierksma            |     |

| 33         | POR        | Borna Buljan          |     |
| 14         | DEF        | Šimun Hrgović         |     |
| 5          | DEF        | Luka Vušković         |     |
| 4          | DEF        | Mateo Jurić-Petrašilo |     |
| 2          | DEF        | Niko Đolonga          | 62' |
| 8          | MED        | Marko Capan           | 68' |
| 36         | MED        | Ante Kavelj           |     |
| 11         | MED        | Roko Brajković        | 78' |
| 21         | MED        | Rokas Pukštas         |     |
| 10         | MED        | Jere Vrcić            | 78' |
| 9          | DEL        | Mate Antunović        | 62' |
| Entrenador | Entrenador | Marijan Budimir       |     |

| 9  | DEL | Mexx Meerdink  | 46' |
| 2  | DEF | Jurre van Aken | 84' |
| 20 | MED | Tom Kerssens   | 84' |
| 30 | DEL | Jayen Gerold   | 84' |
| 18 | MED | Job Kalisvaart | 88' |

| 15 | MED | Noa Skoko        | 62' |
| 28 | MED | Krešimir Nazor   | 62' |
| 24 | DEF | Tomislav Arković | 68' |
| 26 | DEL | Nino Duić        | 78' |
| 25 | MED | Duje Reić        | 78' |

| Anotado · Penal | 45' | Jayden Addai  | 1-0 |
| Anotado         | 70' | Ernest Poku   | 2-0 |
| Anotado         | 76' | Ernest Poku   | 3-0 |
| Anotado         | 79' | Mexx Meerdink | 4-0 |
| Anotado         | 87' | Mexx Meerdink | 5-0 |

| Amonestado | 40' | Šimun Hrgović  |
| Amonestado | 44' | Luka Vušković  |
| Amonestado | 50' | Ante Kavelj    |
| Amonestado | 59' | Niko Đolonga   |
| Amonestado | 86' | Krešimir Nazor |

| Árbitro:             | Krešimir Nazor |
| Árbitros asistentes: | Erwan Finjean  |
| Árbitros asistentes: | Cyril Mugnier  |
| Cuarto árbitro:      | Thomas Leonard |
| Reporte              |                |

| 1          | POR        | Rome-Jayden Owusu-Oduro |     |
| 3          | DEF        | Wouter Goes             |     |
| 17         | DEF        | Daniël Beukers          |     |
| 23         | DEF        | Enoch Mastoras          | 84' |
| 11         | MED        | Jayden Addai            | 84' |
| 21         | MED        | Dave Kwakman            |     |
| 8          | MED        | Lewis Schouten          |     |
| 15         | MED        | Kees Smit               | 88' |
| 10         | DEL        | Fedde de Jong           |     |
| 7          | DEL        | Ernest Poku             | 84' |
| 12         | DEL        | Ro-Zangelo Daal         | 46' |
| Entrenador | Entrenador | Jan Sierksma            |     |

| 33         | POR        | Borna Buljan          |     |
| 14         | DEF        | Šimun Hrgović         |     |
| 5          | DEF        | Luka Vušković         |     |
| 4          | DEF        | Mateo Jurić-Petrašilo |     |
| 2          | DEF        | Niko Đolonga          | 62' |
| 8          | MED        | Marko Capan           | 68' |
| 36         | MED        | Ante Kavelj           |     |
| 11         | MED        | Roko Brajković        | 78' |
| 21         | MED        | Rokas Pukštas         |     |
| 10         | MED        | Jere Vrcić            | 78' |
| 9          | DEL        | Mate Antunović        | 62' |
| Entrenador | Entrenador | Marijan Budimir       |     |

| 9  | DEL | Mexx Meerdink  | 46' |
| 2  | DEF | Jurre van Aken | 84' |
| 20 | MED | Tom Kerssens   | 84' |
| 30 | DEL | Jayen Gerold   | 84' |
| 18 | MED | Job Kalisvaart | 88' |

| 15 | MED | Noa Skoko        | 62' |
| 28 | MED | Krešimir Nazor   | 62' |
| 24 | DEF | Tomislav Arković | 68' |
| 26 | DEL | Nino Duić        | 78' |
| 25 | MED | Duje Reić        | 78' |

| Anotado · Penal | 45' | Jayden Addai  | 1-0 |
| Anotado         | 70' | Ernest Poku   | 2-0 |
| Anotado         | 76' | Ernest Poku   | 3-0 |
| Anotado         | 79' | Mexx Meerdink | 4-0 |
| Anotado         | 87' | Mexx Meerdink | 5-0 |

| Amonestado | 40' | Šimun Hrgović  |
| Amonestado | 44' | Luka Vušković  |
| Amonestado | 50' | Ante Kavelj    |
| Amonestado | 59' | Niko Đolonga   |
| Amonestado | 86' | Krešimir Nazor |

| Árbitro:             | Krešimir Nazor |
| Árbitros asistentes: | Erwan Finjean  |
| Árbitros asistentes: | Cyril Mugnier  |
| Cuarto árbitro:      | Thomas Leonard |
| Reporte              |                |

| Campeón de la Liga Juvenil 2022-23 |
|                                    |
| AZ 1.er título                     |